# Wartburgs voetbalkampioenschap 1925/26
In 1925/26 werd het zesde Wartburgs voetbalkampioenschap gespeeld, dat georganiseerd werd door de Midden-Duitse voetbalbond. Preußen Langensalza werd kampioen en plaatste zich zo voor de Midden-Duitse eindronde. De club versloeg SV Wacker 05 Nordhausen en SpVgg 02 Erfurt en verloor dan van SC 06 Oberlind.
Dit jaar was er ook een aparte eindronde voor de vicekampioenen, waarvan de winnaar nog kans maakte op de nationale eindronde. SV 01 Gotha verloor meteen van Erfurter SC 1895. 

## Gauliga
| Plaats | Club                        | Wed. | W  | G | V  | Saldo | Ptn.  |
| ------ | --------------------------- | ---- | -- | - | -- | ----- | ----- |
| 1.     | FC Preußen 1909 Langensalza | 14   | 11 | 1 | 2  | 65:25 | 23:5  |
| 2.     | SV 1901 Gotha               | 14   | 10 | 1 | 3  | 78:19 | 21:7  |
| 3.     | VfB 1909 Mühlhausen         | 14   | 8  | 2 | 4  | 29:29 | 18:10 |
| 4.     | FC Meteor Waltershausen     | 14   | 6  | 4 | 4  | 40:40 | 16:12 |
| 5.     | FC Wacker 1907 Gotha        | 14   | 7  | 0 | 7  | 30:32 | 14:14 |
| 6.     | SV 1899 Mühlhausen          | 14   | 5  | 2 | 7  | 36:43 | 12:16 |
| 7.     | SpVgg 1909 Eisenach         | 14   | 2  | 2 | 10 | 26:52 | 6:22  |
| 8.     | BSC 08 Ruhla                | 14   | 0  | 2 | 12 | 11:75 | 2:26  |

|  | Kampioen, geplaatst voor Midden-Duitse eindronde           |
|  | Geplaatst voor Midden-Duitse eindronde voor vicekampioenen |
|  | Degradatie                                                 |